# Hendrik Jan Colmschate
Hendrik Jan Colmschate, né le 4 décembre 1754 à Almelo et mort dans cette ville le 13 février 1829, est un homme politique néerlandais.

## Biographie
Drapier à Almelo, il participe à la Révolution batave dans les années 1780. Après la restauration du prince d'Orange en 1787, il est poursuivi et condamné en 1791 en raison de ses activités révolutionnaires et doit signer un acte de regret.
En 1796, il est élu à la première assemblée nationale de la République batave, réélu en août 1797. Modéré, il est exclu de l'assemblée après le coup d'État unitariste du 22 janvier 1798, malgré sa prestation de serment de haine au fédéralisme.
En 1811, il est nommé adjoint au maire et conseiller d'arrondissement d'Almelo.